# Roteck
Roteck (wł. Monte Rosso) – szczyt w Alpach Ötztalskich, części Centralnych Alp Wschodnich. Leży w Austrii w kraju związkowym Tyrol. Na szczycie znajduje się krzyż. Jest to najwyższy szczyt podgrupy Alp Ötztalskich - Texelgruppe.
Szczyt można zdobyć drogami ze schroniska Lodnerhütte. Pierwszego wejścia dokonali Theodor Petersen, Rochus Raffeiner i Illdefons Kobler 14 lipca 1872 r.